# وادي السبع (فلسطين)

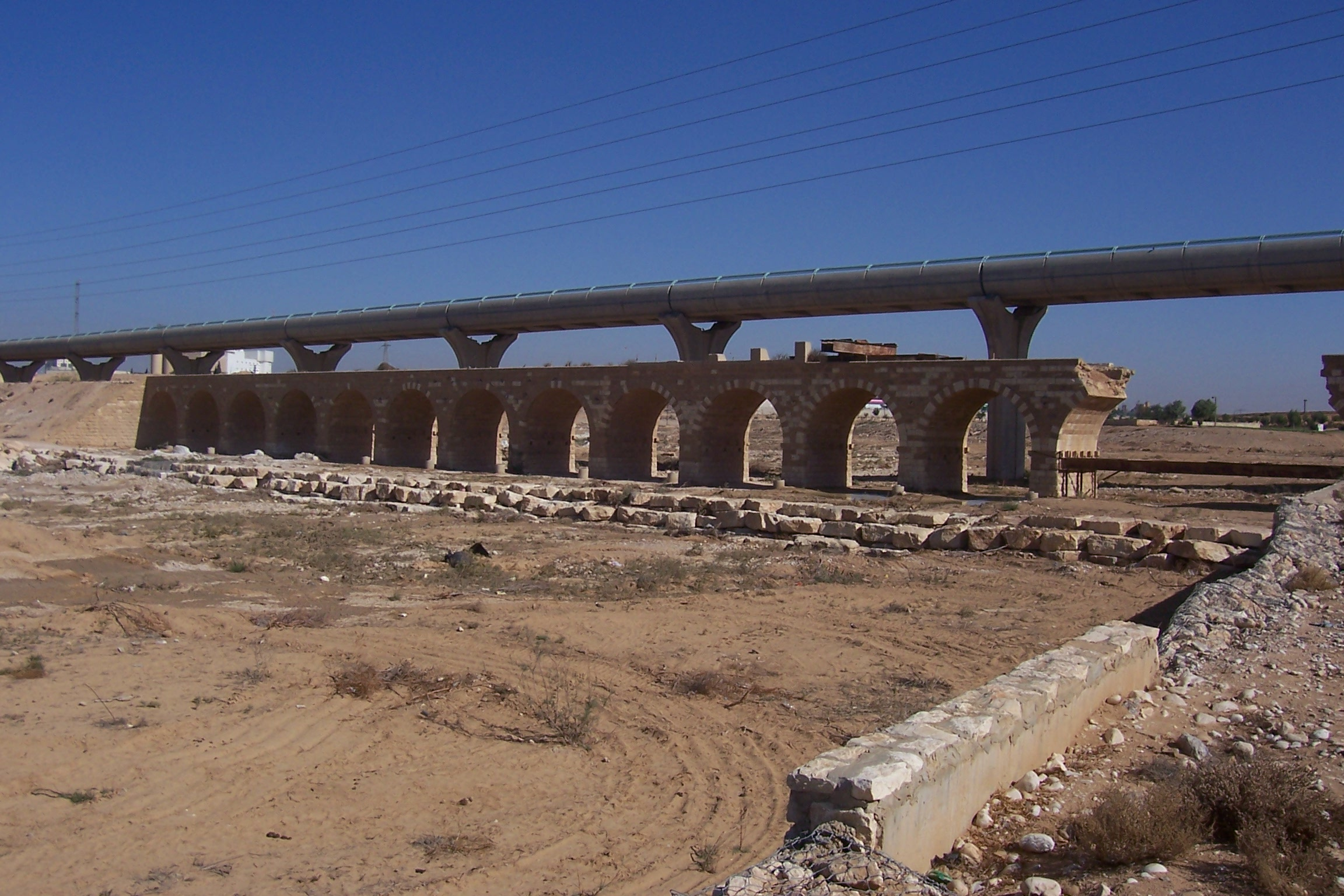
وادي السبع تحت جسر السكة الحديدية العثمانية

وادي السبع (بالعبرية: נחל באר שבע-ناحل بئر شيبع‏)هو وادٍ يجري في منطقة النقب، ويُعد من أكبر الأودية في شمال النقب. وهو أحد روافد وادي غزة. يُصنف وادي بئر السبع كـوادي أَخْذَب(أي لا يجري فيه الماء بشكل دائم)، ويبلغ طوله نحو 50 كيلومترًا، بينما تبلغ مساحة حوض تصريفه حوالي 1,700 كم². في المقطع الذي يمر عبر مدينة بئر السبع، تجري فيه مياه الصرف الصحي القادمة من وادي الخليل التي تمتصها التربة عند خروجها من المدينة.

## مسار الوادي
وادي السبع يبدأ من الجهة الغربية لـتل عراد ويتجه في بدايته نحو الجنوب، ثم يمر غرب بلدة كسيفة ويتحوّل غربًا. بالقرب من تل الملح ينضم إليه وادي الملح، ثم يواصل مساره غربًا مارًا قرب قرية أبو رقيق. بعد ذلك، يدخل إلى سهل بئر السبع من الجهة الشمالية لـقاعدة نفاطيم الجوية، ويستمر غربًا بمحاذاة قرية تل السبع وتل بئر السبع، ثم يعبر مدينة بئر السبع من الشرق إلى الغرب. يتجه الوادي بعد ذلك نحو الجنوب الغربي حتى يصب في وادي غزة قرب بئر أبو الصنع. يمر الوادي على امتداد مساره  في مناطق من الكثبان الرملية وسهول اللوس المنتشرة في شمال صحراء النقب.وايضا يمر الوادي من تحت السكة الحديدية العثمانية في مدينة بئر السبع.

### روافد الوادي
من بداية وادي السبع وحتى دخوله إلى المدينة، تصب فيه عدة روافد تنحدر من سلسلة جبال رأس جربة ((بالعبرية:  דימונה- ديمونا‏)) ومن المنحدرات الجنوبية لجبل الخليل. من الجهة الشرقية تصب فيه روافد مثل وادي تِله ووادي المسيك، ومن الشمال ترفده أودية غوينة و عتير، أما من الجنوب فتتدفق إليه مياه وادي عرعرة ووادي نڤاتيم . تشكل هذه الروافد شبكة مائية تغذي مجرى الوادي، وخاصة في فترات الأمطار.

## منتزه وادي السبع
منتزه وادي بئر السبع يمتد على طول مسار الوادي قرب المدينة، من تل بئر السبع بطول حوالي 8 كيلومترات ومساحة تقارب 5300 دونم. يضم المنتزه مسرحًا مدرجًا يتسع لـ12 ألف مشاهد، ومنطقة بحيرة صناعية بمساحة 670 دونم، وفي وسطها بحيرة مياه تبلغ مساحتها 90 دونم. كما يحتوي المنتزه على مسارات للدراجات الهوائية، وممشى للمشي، ومساحات خضراء مفتوحة، ومرافق للعب الأطفال، بالإضافة إلى مركز رياضي متكامل.

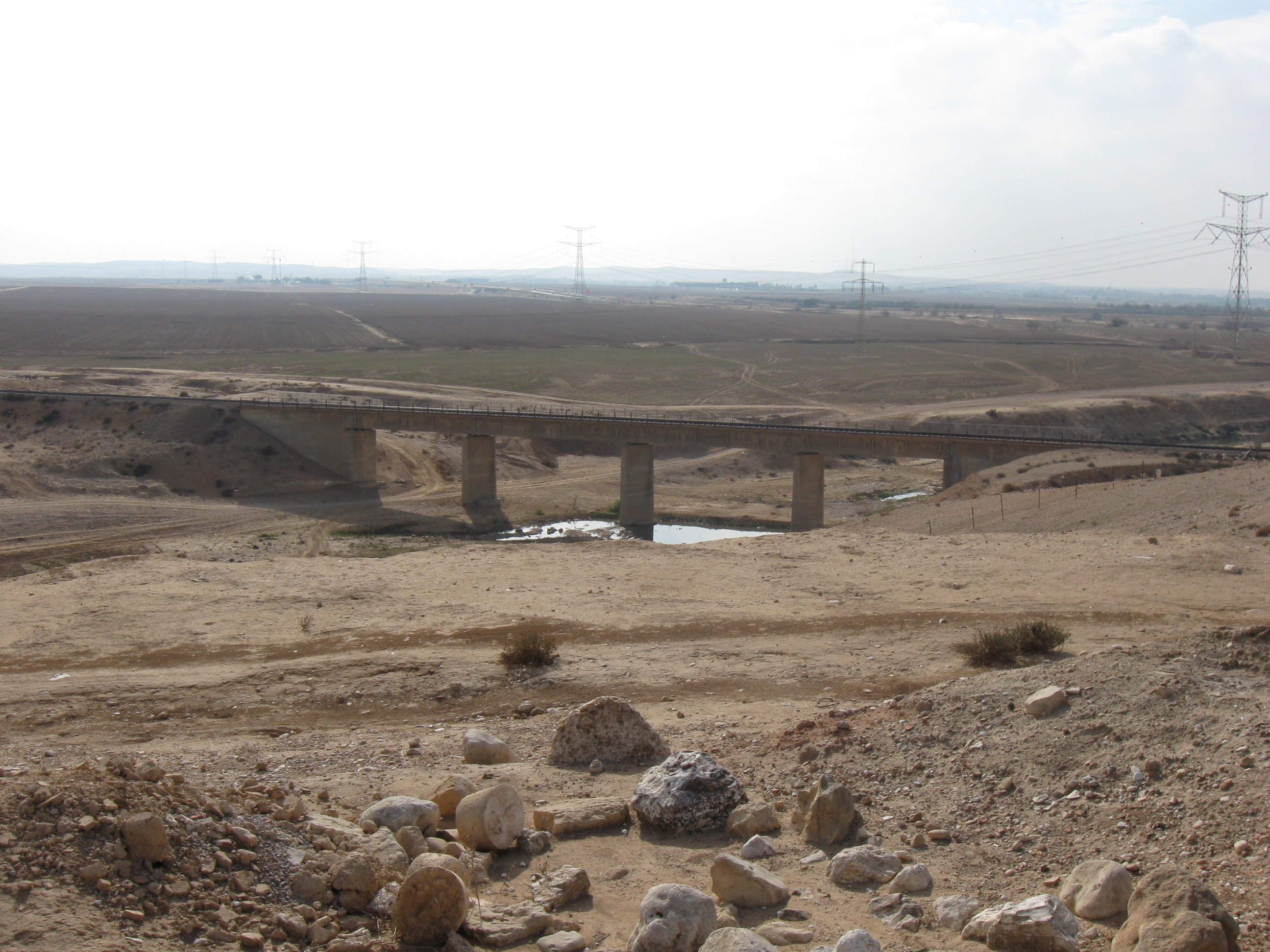
السكة الحديدة العثمانية

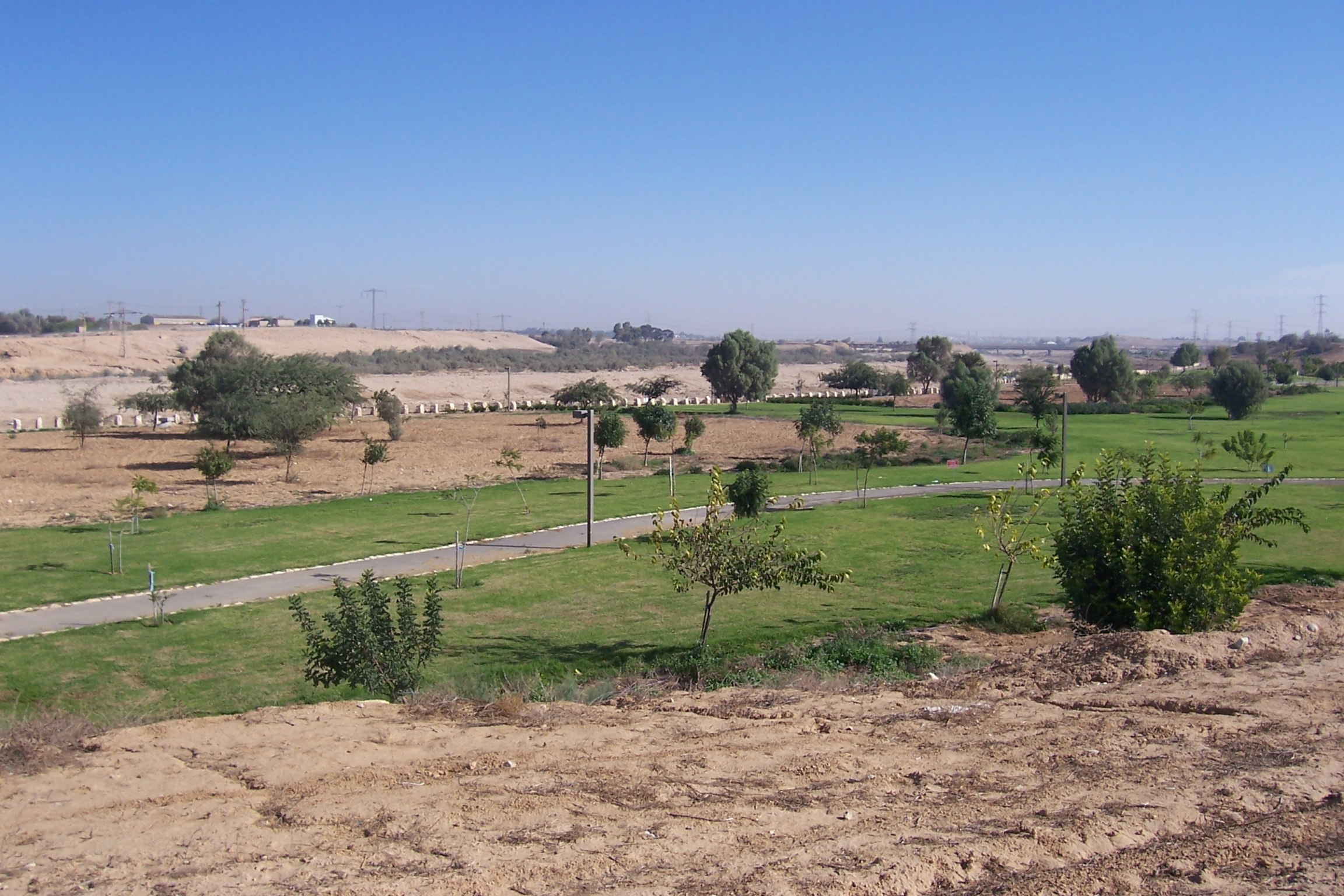
منتزه وادي السبع

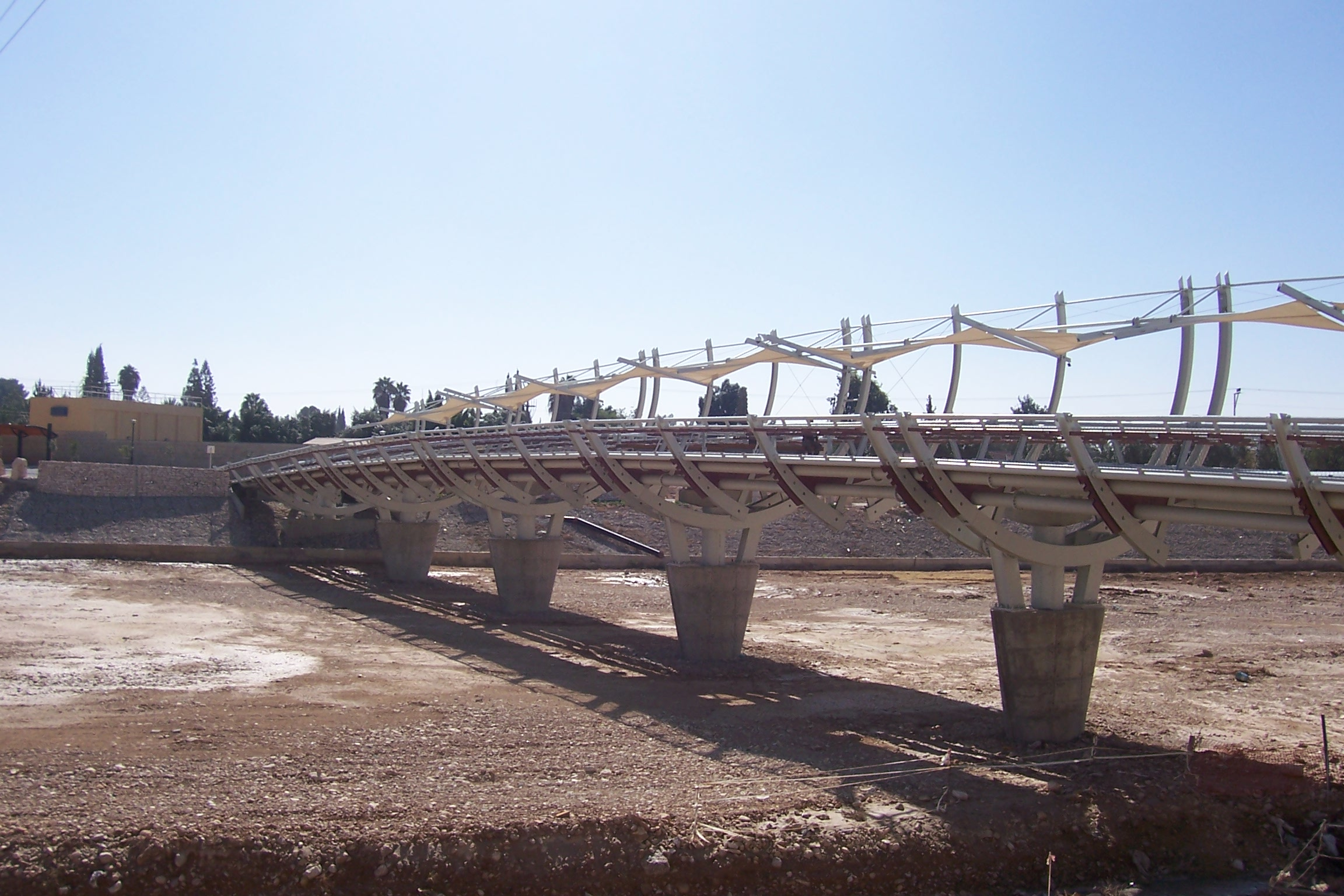
جسر الانابيب فوق الوادي